# مدينة جيلين
مدينة جيلين (بالصينية: 吉林市 )‏ هي مدينة على مستوى محافظة، في جمهورية الصين الشعبية، تتبع جيلين، تبلغ مساحتها 27,722 كيلومتر مربع، رمزها البريدي هو 132000.

## مدن توأم
المدن التوأم:
- فولغوغراد
- سبوكين
- Krokom Municipality [الإنجليزية]‏.

## التقسيمات الإدارية
- Changyi, Jilin City [الإنجليزية]‏
- Longtan, Jilin City [الإنجليزية]‏
- Chuanying, Jilin City [الإنجليزية]‏
- Fengman, Jilin City [الإنجليزية]‏
- Yongji County, Jilin [الإنجليزية]‏
- جياوهي  [لغات أخرى]‏
- هواديان
- شولان
- بانشى.

## أعلام
- لي دان
- ليو يي
- فو باورونغ
- قوان شين
- تشنغ مينغ